# Zelotes lichenyensis
Zelotes lichenyensis este o specie de păianjeni din genul Zelotes, familia Gnaphosidae, descrisă de Fitzpatrick în anul 2007.
Este endemică în Malawi. Conform Catalogue of Life specia Zelotes lichenyensis nu are subspecii cunoscute.